# Irénée Duriez
Irénée Duriez (Torhout, 14 mei 1950) is een West-Vlaams beeldhouwer.

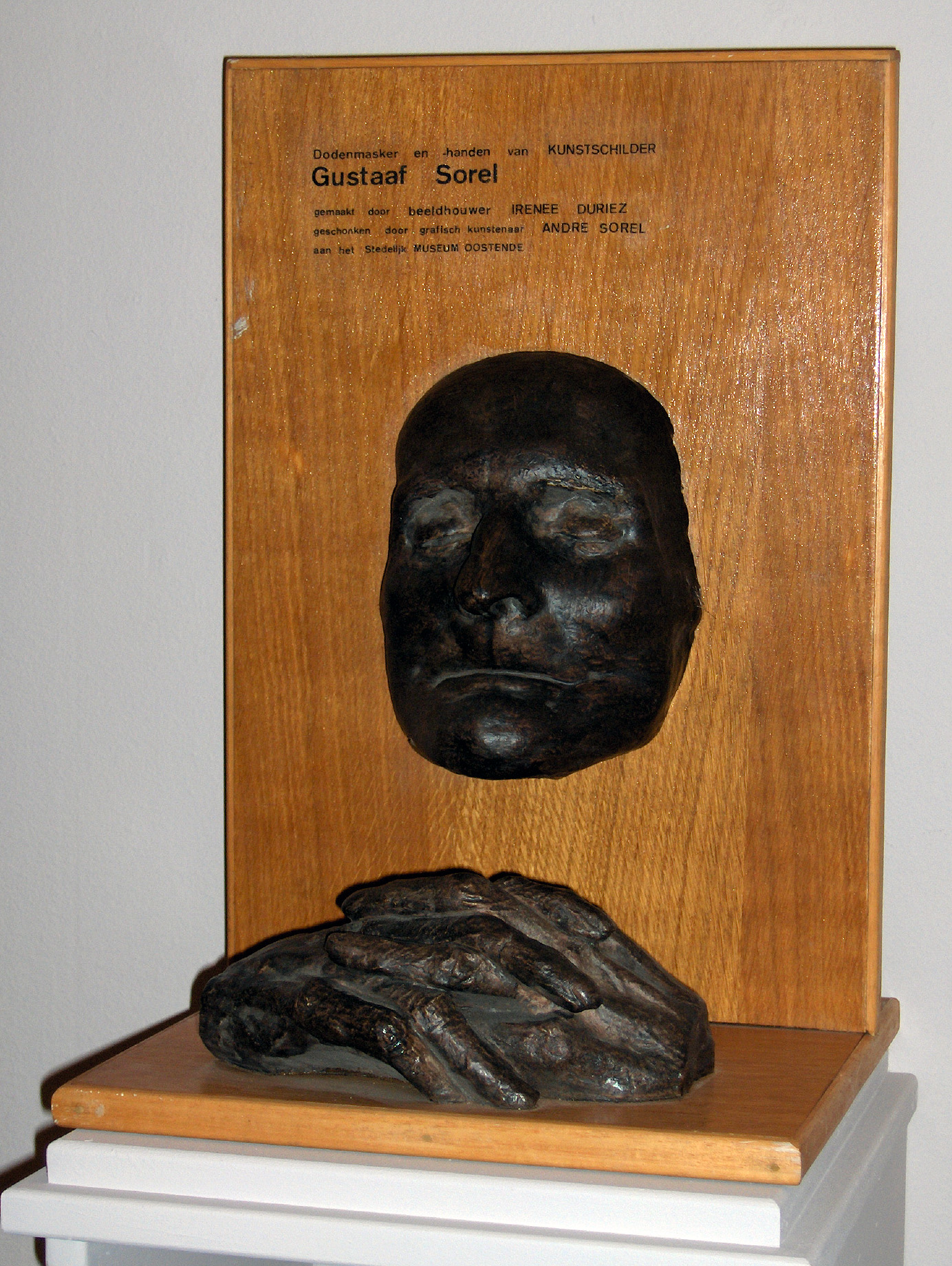
't Doodsmasker van Gustaaf Sorel door Irénée Duriez

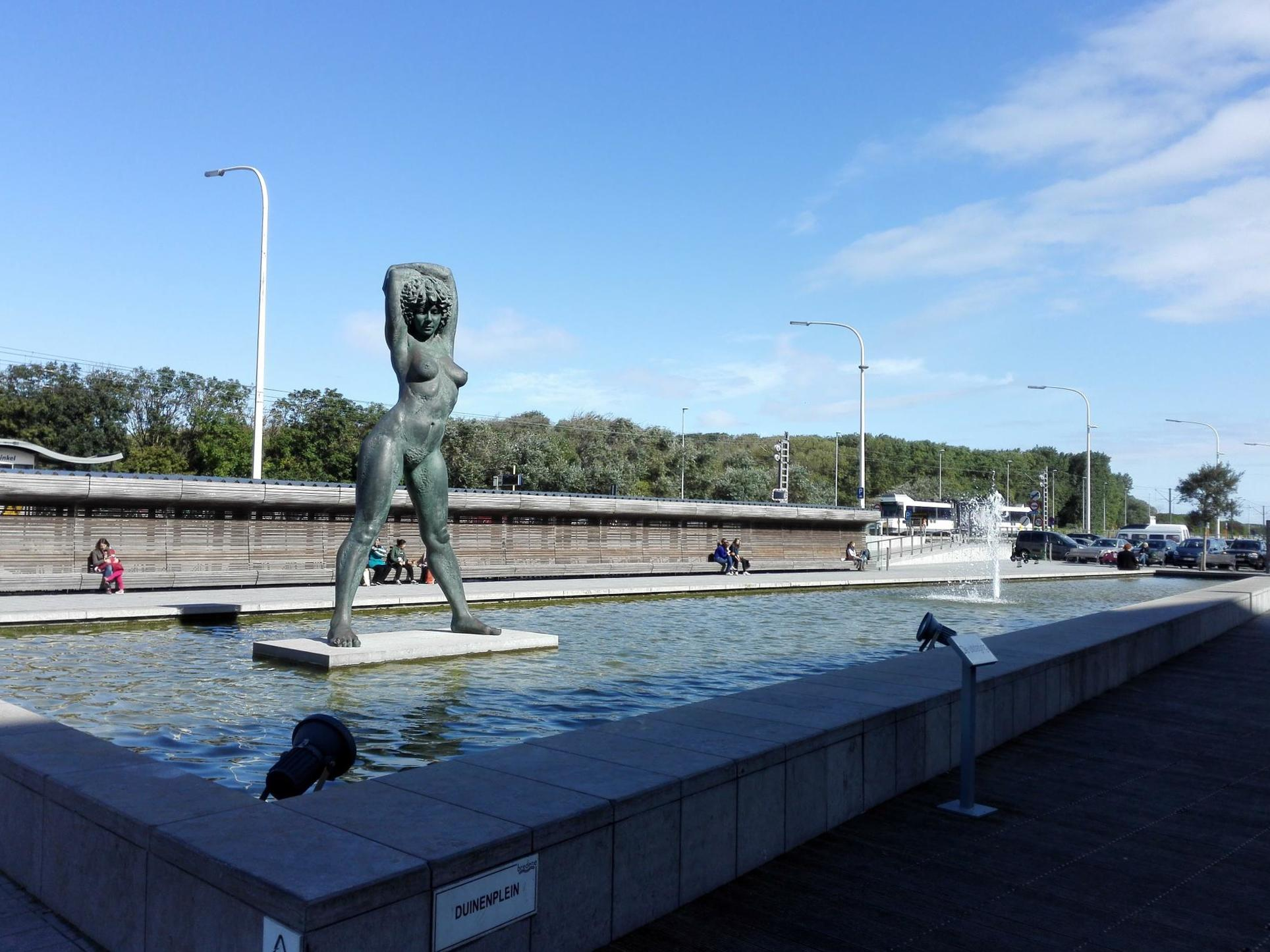
De Wind / Uitdaging door Irénée Duriez op het Duinenplein in Bredene

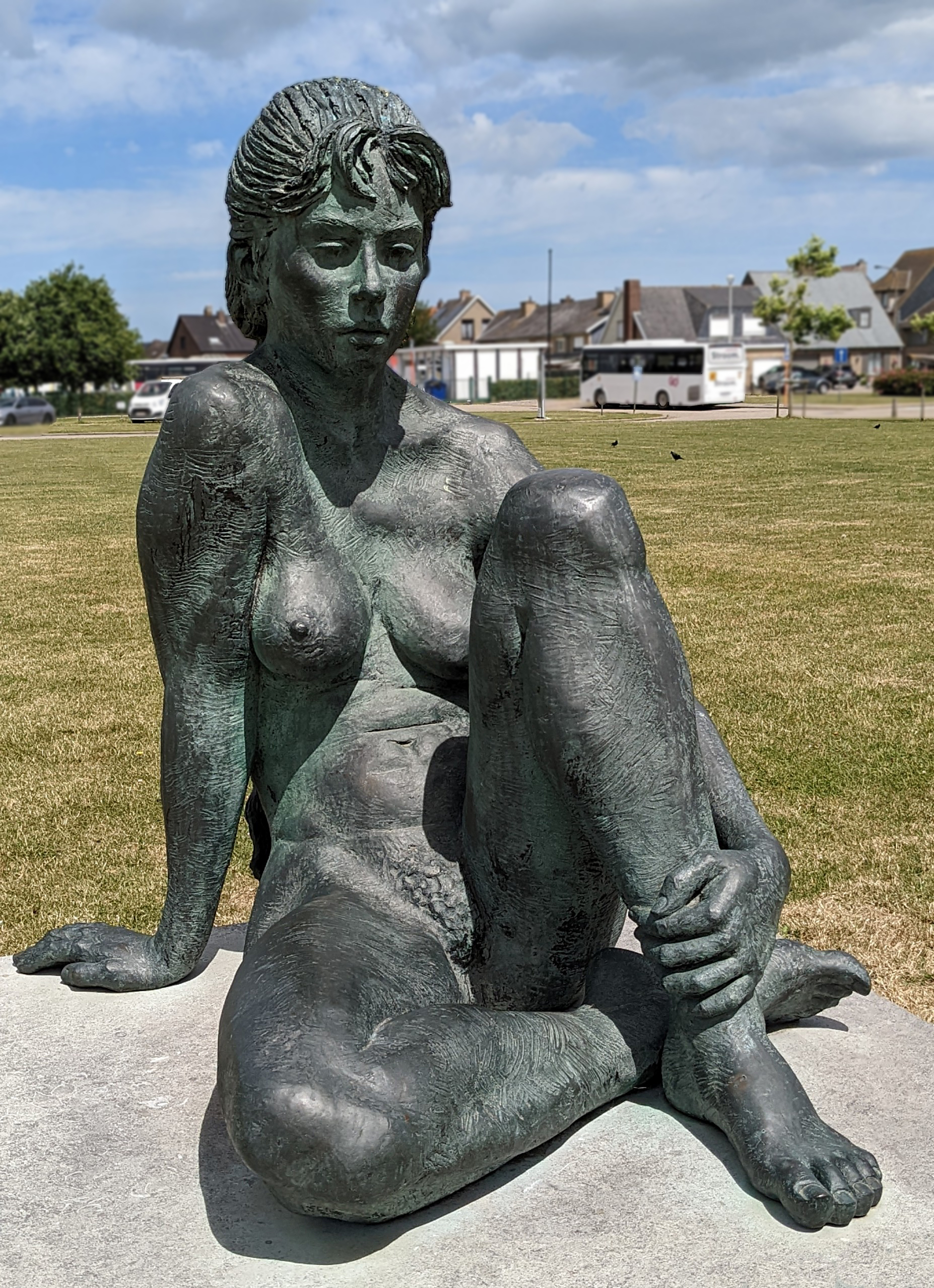
Jongemeisjesdroom in Bredene

Irénée Duriez boetseert en tekent sinds jaren sierlijke vrouwelijke figuren. Hij maakt klassieke, realistische beelden in was die nadien in brons gegoten worden (verloren-was-techniek). Zijn torso's zijn krachtig en vol dynamiek, maar ook gevoelig en suggestief. In 't begin heeft hij gewerkt met hout, terracotta en steen, maar uiteindelijk kwam hij bij brons terecht.
Hij heeft ook nog juwelen ontworpen in brons en zilver.

## Carrière
Zijn interesse voor beelden en beeldhouwwerk begon al van jongs af. Toen hij dertien jaar oud was kerfde hij al in hout om er een beeld uit te halen. Rond zijn 14-15 jaar begon hij te boetseren in klei en een jaar later met witte natuursteen en arduin. Hij is tot zijn veertien naar school geweest en moest toen timmerman worden van zijn vader, bij wie hij tot zijn 34 jaar gewerkt heeft. 
Ondertussen is hij zich blijven bekwamen. Hij kreeg hulp van Yves Rhavé bij wie hij privé-lessen volgde van 1968 tot 1970. Hij werd ook gesteund door Livia Canestraro en Stefaan Depuydt bij wie hij stage liep op leercontract. Hij volgde ook lessen als vrije leerling aan de Stedelijke Academie voor Schone Kunsten van Brugge bij Willem van Aerden, beeldhouwer, tekenaar en leraar boetseren en anatomie.
Hij exposeert voornamelijk in de kuststeden van België en in Nederland.
Op de 14e mei 2000 heeft hij een Beeldentuin geopend naast zijn atelier De oude Melkerij in Ichtegem.